# Gmina Sydals
Gmina Sydals (duń. Sydals Kommune) - istniejąca w latach 1970–2006 gmina w Danii w  okręgu południowej Jutlandii (Sønderjyllands Amt). Siedzibą władz gminy było miasto Sydals. Gmina Sydals została utworzona 1 kwietnia 1970 na mocy reformy podziału administracyjnego Danii. 
Po kolejnej reformie administracyjnej w roku 2007 weszła w skład nowej gminy Sønderborg.

## Dane liczbowe
- Liczba ludności: (♀ 3282 + ♂ 3245) = 6527
  - wiek 0-6: 9,0%
  - wiek 7-16: 13,8%
  - wiek 17-66: 62,2%
  - wiek 67+: 15,0%
- zagęszczenie ludności: 69,4 osób/km²
- bezrobocie: 3,0% osób w wieku 17-66 lat
- cudzoziemcy z UE, Skandynawii i USA: 221 na 10 000 osób
- cudzoziemcy z krajów Trzeciego Świata: 121 na 10 000 osób
- liczba szkół podstawowych: 2 (liczba klas: 40)